# Wilhelm Göz (Bibliothekar)
Wilhelm Göz (* 6. April 1891 in Stuttgart; † 28. Mai 1934 in Tübingen) war ein deutscher Altphilologe und Bibliothekar.

## Wirken
Wilhelm Göz, ein Sohn des württembergischen Rechtswissenschaftlers und Politikers Karl von Göz, studierte von 1909 bis 1914 Klassische Philologie an der Eberhard Karls Universität Tübingen und der Universität Berlin. Seit dem Studium war er, wie seine drei Brüder, Mitglied der Studentenverbindung Akademische Gesellschaft Stuttgardia Tübingen. Von 1915 bis 1918 war er im Schuldienst tätig. Im Jahre 1918 promovierte er in Tübingen. Von 1919 bis zu seinem frühen Tod arbeitete er als Bibliothekar an der Universitätsbibliothek Tübingen, unterbrochen von einem kurzen Aufenthalt an der Universitätsbibliothek Göttingen (1921/22) zwecks Ablegung der bibliothekarischen Fachprüfung. Zuletzt war Göz stellvertretender Bibliotheksdirektor.
Besonders verdient gemacht hat sich Göz durch die von ihm zusammen mit Ernst Conrad herausgegebene Edition der Tagebücher des Tübinger Altphilologen Martin Crusius für die Jahre 1596 bis 1599.

## Schriften
- Martin Crusius und sein Tagebuch. In: Staatsanzeiger für Württemberg / Besondere Beilage, Jg. 1921, S. 362–370.

- Die versuchte Berufung des Aegidius Hunnius zum Kanzler an der Universität Tübingen. Ein Brief Christians II. von Sachsen, mitgeteilt aus den Tagebüchern des Martin Crusius. In: Blätter für württembergische Kirchengeschichte, N.F., Bd. 27 (1923), S. 64–74.
- Ein Justizakt der Universität Tübingen am Ende des 16. Jahrhunderts. In: Tübinger Blätter, Bd. 18 (1925/26), S. 5–16 (Digitalisat).
- (Hrsg.): Martin Crusius / Diarium. Zwei Bände. Bd. 1: 1596–1597, Bd. 2: 1598–1599. Laupp, Tübingen 1927/1931.
- Johann Martin Rauscher und seine Aufzeichnungen. In: Tübinger Blätter, Bd. 20 (1929), S. 18–30 (Digitalisat).
- Die Belagerung Hohentübingens im Jahre 1647 (J. M. Rauschers Aufzeichnungen im Pregizerianum Nr. 24). In: Württembergische Vierteljahreshefte für Landesgeschichte, Bd. 37 (1931), S. 58–111.
- Die Belagerung des Schlosses Hohentübingen im Jahre 1647. Des bayerischen Kriegskommissars Gottfried Schweigkel Bericht über die Belagerung und Uebergange von Hohentübingen (1647). In: Tübinger Blätter, Bd. 22 (1931), S. 37–43 (Digitalisat).
- Die Gründung des ersten Tübinger Turnplatzes. Eine Urkunde. In: Tübinger Blätter, Bd. 23 (1932), S. 42–47 (Digitalisat).
- Martin Crusius und das Bücherwesen seiner Zeit. In: Zentralblatt für Bibliothekswesen, Bd. 50 (1933), S. 718–737.